# Colors II
Colors II är det är det amerikanska progressive metal-bandet Between the Buried and Mes tionde studioalbum, utgivet i oktober 2021 på Sumerian Records. Albumet är en uppföljare till Colors (2007) och var bandets sista skivsläpp på Sumerian Records.
Colors II gästas av Mike Portnoy (Dream Theater) och Ken Schalk (Candiria).
Musikvideor spelades in till "Fix the Error" och "The Future Is Behind Us".

## Låtlista
| Nr  | Titel                                   | Längd |
| --- | --------------------------------------- | ----- |
| 1.  | "Monochrome"                            | 3:14  |
| 2.  | "The Double Helix of Extinction"        | 6:16  |
| 3.  | "Revolution in Limbo"                   | 9:12  |
| 4.  | "Fix the Error"                         | 5:00  |
| 5.  | "Never Seen / Future Shock"             | 11:41 |
| 6.  | "Stare into the Abyss"                  | 3:53  |
| 7.  | "Prehistory"                            | 3:07  |
| 8.  | "Bad Habits"                            | 8:43  |
| 9.  | "The Future Is Behind Us"               | 5:22  |
| 10. | "Turbulent"                             | 5:56  |
| 11. | "Sfumato" (instrumental)                | 1:09  |
| 12. | "Human Is Hell (Another One with Love)" | 15:07 |

## Medverkande
Musiker
- Tommy Giles Rogers – sång, keyboard
- Paul Waggoner – leadgitarr
- Dustie Waring – rytmgitarr
- Dan Briggs – basgitarr, keyboard
- Blake Richardson – trummor, sång

Bidragande musiker
- Mike Portnoy – trumsolo
- Navene Koperweis – trumsolo
- Ken Schalk – trumsolo

Produktion
- Jamie King – producent, inspelningstekniker
- Jason Prushko – inspelningstekniker
- Thomas Cuce – inspelningstekniker
- Jens Bogren – mixning
- Ricardo Borges – mixning
- Tony Lindgren – mastering
- Corey Meyers – foto, layout, design
- Aaron Strelecki – foto